# Craton de Tanzanie

Cratons du Mésoprotérozoïque (+ de 1.3 Ga) en Afrique et Amérique du Sud.

Le craton de Tanzanie est une partie ancienne et stable de la lithosphère continentale, au centre de la Tanzanie. Certaines de ses roches ont plus de 3 Ga.

## Situation
Le craton de Tanzanie sous-tend la majeure partie du plateau d'Afrique de l'Est. Il est entouré par des ceintures mobiles du Protérozoïque de différents âges et présentant des degrés divers de métamorphisme. Cela comprend les systèmes d'Ubendia, Usagara, Karagwe-Ankolé et Bukoba. La ceinture du Mozambique se situe à l'est. Les branches est et ouest du rift d'Afrique de l'Est bordent le craton. L'extrémité sud de la vallée du rift de Gregory aboutit au craton ; sa partie volcanique recouvre l'interface entre la ceinture orogénique du Mozambique et le craton de Tanzanie.

## Composition
Le craton est composé de plusieurs terranes métasédimentaires archéens. Le système de Dodoma est le plus ancien, les autres sont les systèmes Nyanzien et Kavirondien. Certaines des ceintures de roches vertes ont plus de trois milliards d'années. Elles ont subi des intrusions de granite et ont été migmatisées à l'occasion de différents épisodes ayant eu lieu il a 2,9, 2,7, 2,4 et 1,85 Ga.
Il est principalement constitué de complexes granitiques datant de l'Archéen mais il comprend aussi des roches du système de Dodoma dans sa partie centrale, et des ceintures de roches vertes au sud et à l'est du Lac Victoria. On y trouve aussi des gneiss, des schistes, des quartzites, des amphibolites et des granulites. Il existe de vastes intrusions de kimberlites, qui eurent lieu à la période Crétacé, pour la plupart localisées dans la partie du craton au sud du Lac Victoria ; cela comprend la cheminée de kimberlite de Mwadui, au centre de la Tanzanie.